# Стефан Попстаматов
Стефан Попстаматов Пачаджиев е български свещеник, зограф и революционер от Българското възраждане.

## Биография
Стефан Попстаматов е роден около 1830 година в разложкото село Баня в стар свещенически род. Баща му иконом Стамат Пачаджиев е активен участник в българската църковна борба. Учи при Димитър Молеров и Симеон Молеров и работи заедно с тях по икони и позлата за Рилския манастир. Заедно със сина си Венко и други ученици изписват църквите в Баня, Мехомия и в други селища. Попстаматов става член на революционния комитет, основан в Разлога. След разкритието на комитета се разпопва и се мести със семейството си в София. Тук рисува в църквата „Свети Крал“, в църквите „Света Богородица Животворящ източник“ в Подуяне и „Света Троица“ Слатина.